# Осмольский, Анатолий Фёдорович
Анатолий Фёдорович Осмольский (Флафиевич), (25 августа 1934; Баку, Азербайджанская ССР, СССР — 5 июня 2021; Электросталь, Россия) — советский и российский актёр театра и кино. 

## Биография
Родился 25 августа 1934 года в Баку. Его отец работал почтальоном, позже во время Великой Отечественной войны погиб, мать в годы войны являлась санитаркой, была неоднократно ранена. Сам Осмольский больше времени проводил с бабушкой и дедушкой по линии родного отца. 
Осмольский получал аттестат о среднем образовании. Во времена учёбы молодой человек начинал интересоваться театральной деятельностью, что привело его к различным известным театрам, в которых служил по году, а то и по несколько лет из-за личных обстоятельств. Снялся в трёх фильмах. С 1990 года был разнорабочим, работал от моляра до машиниста компрессорной установки и моториста. В 1994 года переехал в Электросталь, где продолжил работать разнорабочим. Около шести лет работал слесарем по ремонту машин в транспортном цехе ЭЗТМ, затем около восьми лет трудился в местной церки, не сидев без дела.
Ушёл из жизни 5 июня 2021 года в Электростали.

## Оценочные мнения
На мой взгляд, жизнь Анатолия Фёдоровича Осмольского может служить хорошим примером стойкости и жизнелюбия так как доказывает, что в любых, даже самых сложных и труднопреодолимых обстоятельствах не стоит опускать руки и находить себе примечание, в, казалось бы, совершенно несопостовимых своим изначальным интересам ипостасях. 
- Также киновед Тремасов подметил, что все эти долгие годы вне актёрской профессии в Анатолии Фёдоровиче не утихала творческая жилка. Он писал прекрасные стихи, участвовал в мероприятиях Электростальской центральной городской библиотеки имени К. Г. Паустовского, следил за всеми культурными событиями в стране. Находился в прекрасной физической форме: всегда строен, подтянут, элегантен[1].

В своей рецензии на фильм «Огненные вёрсты», напечатанный на страницах газеты «Известия», журналист Константин Тараданкин в удачно подобранном актёрском ансамбле отметил и сыгравшего роль Алёши артиста А. Осмольского.
Леонид Ханбеков, рассказывая о фильме «Солдатское сердце» на страницах газеты «Восточно-Сибирская правда», отметил запоминающийся характер мечтательного музыканта Эрика в исполнении артиста А. Осмольского.

## Творчество

### Фильмография
- 1957 — Огненные вёрсты (Алёша Рославлев, гимназист)
- 1958 — Солдатское сердце (Эрик Преображенский)
- 1960—1961 — Воскресение (политзаключённый)